# Omega (album)
 Omega (stilizirano OMEGA) je dvanaesti studijski album Jelene Karleuše. Izdan je 20. kolovoza 2023., tjedan dana nakon albuma Alpha. Promocija albuma održana je u Beogradu na vodi.

## Popis pjesama
| Br. | Skladba        | Trajanje |
| --- | -------------- | -------- |
| 1.  | »Ja«           | 3:41     |
| 2.  | »La Bomba«     | 2:12     |
| 3.  | »Romane«       | 2:31     |
| 4.  | »Ludilo«       | 3:27     |
| 5.  | »Abu Dhabi«    | 3:15     |
| 6.  | »Nepogrešivo«  | 2:46     |
| 7.  | »XY«           | 3:42     |
| 8.  | »Romane (MIX)« | 3:04     |
| 9.  | »Minut«        | 1:02     |

Pjesma br. 6 duet je s Devitom.